# Gouvernement Mechichi
République tunisienne
Fakhfakh Bouden
Le gouvernement Mechichi est le gouvernement de la Tunisie du 2 septembre 2020 au 25 juillet 2021. Il succède à celui d'Elyes Fakhfakh.

## Formation
Le 2 septembre 2020, l'Assemblée des représentants du peuple accorde sa confiance au gouvernement. La prestation de serment a lieu dans la foulée.
| Groupe | Groupe                  | Pour | Contre | Abstention | Absents |
| ------ | ----------------------- | ---- | ------ | ---------- | ------- |
|        | Ennahdha                | 49   | 0      | 0          | 5       |
|        | Bloc démocrate          | 0    | 30     | 0          | 8       |
|        | Au cœur de la Tunisie   | 26   | 0      | 0          | 0       |
|        | Coalition de la dignité | 6    | 13     | 0          | 0       |
|        | Parti destourien libre  | 0    | 16     | 0          | 0       |
|        | La Réforme              | 15   | 0      | 0          | 1       |
|        | Bloc national           | 11   | 0      | 0          | 0       |
|        | Tahya Tounes            | 9    | 0      | 0          | 1       |
|        | Al Moustakbal           | 7    | 2      | 0          | 0       |
|        | Autres                  | 11   | 5      | 0          | 2       |
| Total  | Total                   | 134  | 66     | 0          | 17      |

## Composition initiale

### Chef du gouvernement
| Image | Fonction             |  | Nom             | Parti       |
| ----- | -------------------- |  | --------------- | ----------- |
|       | Chef du gouvernement |  | Hichem Mechichi | Indépendant |

### Ministres
| Image | Fonction                                                                        |  | Nom                   | Parti        |
| ----- | ------------------------------------------------------------------------------- |  | --------------------- | ------------ |
|       | Ministre de l'Intérieur                                                         |  | Taoufik Charfeddine   | Indépendant  |
|       | Ministre de la Défense nationale                                                |  | Brahim Bartagi        | Indépendant  |
|       | Ministre des Affaires étrangères, de la Migration et des Tunisiens à l'étranger |  | Othman Jerandi        | Indépendant  |
|       | Ministre de la Justice                                                          |  | Mohamed Bousseta      | Indépendant  |
|       | Ministre de l'Économie, des Finances et de l'Appui à l'investissement           |  | Ali Kooli             | Indépendant  |
|       | Ministre de l'Industrie, de l'Énergie et des Mines                              |  | Salwa Sghayer         | Indépendante |
|       | Ministre du Commerce et du Développement des exportations                       |  | Mohamed Bousaïd       | Indépendant  |
|       | Ministre du Transport et de la Logistique                                       |  | Moez Chakchouk        | Indépendant  |
|       | Ministre du Tourisme                                                            |  | Habib Ammar           | Indépendant  |
|       | Ministre de l'Agriculture, des Ressources hydrauliques et de la Pêche           |  | Akissa Bahri          | Indépendante |
|       | Ministre de la Santé                                                            |  | Faouzi Mehdi          | Indépendant  |
|       | Ministre des Affaires sociales                                                  |  | Mohamed Trabelsi      | Indépendant  |
|       | Ministre de l'Éducation                                                         |  | Fethi Sellaouti       | Indépendant  |
|       | Ministre de l'Enseignement supérieur et de la Recherche scientifique            |  | Olfa Benouda          | Indépendante |
|       | Ministre des Technologies de la communication                                   |  | Mohamed Fadhel Kraiem | Indépendant  |
|       | Ministre des Affaires culturelles                                               |  | Walid Zidi            | Indépendant  |
|       | Ministre de la Jeunesse, des Sports et de l'Intégration professionnelle         |  | Kamel Deguiche        | Indépendant  |
|       | Ministre de la Femme, de la Famille et des Seniors                              |  | Imen Houimel          | Indépendante |
|       | Ministre des Affaires religieuses                                               |  | Ahmed Adhoum          | Indépendant  |
|       | Ministre de l'Environnement et des Affaires locales                             |  | Mustapha Aroui        | Indépendant  |
|       | Ministre de l'Équipement, de l'Habitat et de l'Infrastructure                   |  | Kamel Doukh           | Indépendant  |
|       | Ministre des Domaines de l'État et des Affaires foncières                       |  | Leïla Jaffel          | Indépendante |

### Ministres auprès d'un ministre
| Image | Fonction                                                                                   | Ministre de rattachement |  | Nom                     | Parti        |
| ----- | ------------------------------------------------------------------------------------------ | ------------------------ |  | ----------------------- | ------------ |
|       | Ministre chargé de la Relation avec l'Assemblée des représentants du peuple                | Chef du gouvernement     |  | Ali Hafsi Jeddi         | Indépendant  |
|       | Ministre chargée de la Fonction publique                                                   | Chef du gouvernement     |  | Hasna Ben Slimane       | Indépendante |
|       | Ministre chargée de la Relation avec les instances constitutionnelles et la Société civile | Chef du gouvernement     |  | Thouraya Jeribi Khémiri | Indépendante |

### Secrétaires d'État
| Image | Fonction                                                           | Ministre de rattachement                                                        |  | Nom               | Parti        |
| ----- | ------------------------------------------------------------------ | ------------------------------------------------------------------------------- |  | ----------------- | ------------ |
|       | Secrétaire d'État                                                  | Ministre des Affaires étrangères, de la Migration et des Tunisiens à l'étranger |  | Mohamed Ali Nafti | Indépendant  |
|       | Secrétaire d'État chargé des Finances publiques et de la Fiscalité | Ministre de l'Économie, des Finances et de l'Appui à l'investissement           |  | Khalil Chtourou   | Indépendant  |
|       | Secrétaire d'État                                                  | Ministre de la Jeunesse, des Sports et de l'Intégration professionnelle         |  | Sihem Ayadi       | Indépendante |

## Tentative de remaniement du 26 janvier 2021
Le 16 janvier 2021, Hichem Mechichi annonce un remaniement ministériel portant sur onze portefeuilles et la récréation du ministère de la Formation professionnelle, de l'Emploi et de l'Économie sociale et solidaire, en plus de la séparation des ministères de l'Industrie et de l'Énergie et des Mines et la suppression du poste de ministre auprès du chef du gouvernement chargé de la Relation avec les instances constitutionnelles et la Société civile ainsi que du secrétariat d'État auprès du ministre de l'Économie, des Finances et de l'Appui à l'investissement.
Les nouveaux ministres obtiennent la confiance de l'Assemblée des représentants du peuple le 26 janvier. Cependant, le président Kaïs Saïed refuse de les recevoir pour la prestation de serment à cause de suspicions de corruption concernant quelques ministres ainsi que du non respect de la Constitution en ce qui concerne la délibération du conseil des ministres à propos du remaniement.

### Chef du gouvernement
| Image | Fonction             |  | Nom             | Parti       |
| ----- | -------------------- |  | --------------- | ----------- |
|       | Chef du gouvernement |  | Hichem Mechichi | Indépendant |

### Ministres
| Image | Fonction                                                                                    |  | Nom                   | Parti        |
| ----- | ------------------------------------------------------------------------------------------- |  | --------------------- | ------------ |
|       | Ministre de l'Intérieur                                                                     |  | Walid Dhahbi          | Indépendant  |
|       | Ministre de la Défense nationale                                                            |  | Brahim Bartagi        | Indépendant  |
|       | Ministre des Affaires étrangères, de la Migration et des Tunisiens à l'étranger             |  | Othman Jerandi        | Indépendant  |
|       | Ministre de la Justice                                                                      |  | Youssef Zouaghi       | Indépendant  |
|       | Ministre de l'Économie, des Finances et de l'Appui à l'investissement                       |  | Ali Kooli             | Indépendant  |
|       | Ministre de l'Industrie et des PME                                                          |  | Ridha Ben Mosbah      | Indépendant  |
|       | Ministre de l'Énergie et des Mines                                                          |  | Sofiane Ben Tounes    | Indépendant  |
|       | Ministre du Commerce et du Développement des exportations                                   |  | Mohamed Bousaïd       | Indépendant  |
|       | Ministre du Transport et de la Logistique                                                   |  | Moez Chakchouk        | Indépendant  |
|       | Ministre du Tourisme                                                                        |  | Habib Ammar           | Indépendant  |
|       | Ministre de l'Agriculture, des Ressources hydrauliques et de la Pêche                       |  | Oussama Kheriji       | Indépendant  |
|       | Ministre de la Santé                                                                        |  | Hédi Khairi           | Indépendant  |
|       | Ministre des Affaires sociales                                                              |  | Mohamed Trabelsi      | Indépendant  |
|       | Ministre de l'Éducation                                                                     |  | Fethi Sellaouti       | Indépendant  |
|       | Ministre de l'Enseignement supérieur et de la Recherche scientifique                        |  | Olfa Benouda          | Indépendante |
|       | Ministre de la Formation professionnelle, de l'Emploi et de l'Économie sociale et solidaire |  | Youssef Fennira       | Indépendant  |
|       | Ministre des Technologies de la communication                                               |  | Mohamed Fadhel Kraiem | Indépendant  |
|       | Ministre des Affaires culturelles et de la Valorisation du patrimoine                       |  | Youssef Ben Brahim    | Indépendant  |
|       | Ministre de la Jeunesse et des Sports                                                       |  | Zakaria Belkhodja     | Indépendant  |
|       | Ministre de la Femme, de la Famille et des Seniors                                          |  | Imen Houimel          | Indépendante |
|       | Ministre des Affaires religieuses                                                           |  | Ahmed Adhoum          | Indépendant  |
|       | Ministre de l'Environnement et des Affaires locales                                         |  | Chiheb Ben Ahmed      | Indépendant  |
|       | Ministre de l'Équipement, de l'Habitat et de l'Infrastructure                               |  | Kamel Doukh           | Indépendant  |
|       | Ministre des Domaines de l'État et des Affaires foncières                                   |  | Abdellatif Missaoui   | Indépendant  |

### Ministres auprès d'un ministre
| Image | Fonction                                                                    | Ministre de rattachement |  | Nom               | Parti        |
| ----- | --------------------------------------------------------------------------- | ------------------------ |  | ----------------- | ------------ |
|       | Ministre chargé de la Relation avec l'Assemblée des représentants du peuple | Chef du gouvernement     |  | Ali Hafsi Jeddi   | Indépendant  |
|       | Ministre chargée de la Fonction publique, porte-parole du gouvernement      | Chef du gouvernement     |  | Hasna Ben Slimane | Indépendante |

### Secrétaires d'État
| Image | Fonction          | Ministre de rattachement                                                        |  | Nom               | Parti        |
| ----- | ----------------- | ------------------------------------------------------------------------------- |  | ----------------- | ------------ |
|       | Secrétaire d'État | Ministre des Affaires étrangères, de la Migration et des Tunisiens à l'étranger |  | Mohamed Ali Nafti | Indépendant  |
|       | Secrétaire d'État | Ministre de la Jeunesse et des Sports                                           |  | Sihem Ayadi       | Indépendante |

## Composition finale

### Chef du gouvernement
| Image | Fonction                                               |  | Nom             | Parti       |
| ----- | ------------------------------------------------------ |  | --------------- | ----------- |
|       | Chef du gouvernement Ministre de l'Intérieur (intérim) |  | Hichem Mechichi | Indépendant |

### Ministres
| Image | Fonctions |  | Nom                   | Parti        |
| ----- | --- |  | --------------------- | ------------ |
|       | Ministre de la Défense nationale                                                                                              |  | Brahim Bartagi        | Indépendant  |
|       | Ministre des Affaires étrangères, de la Migration et des Tunisiens à l'étranger                                               |  | Othman Jerandi        | Indépendant  |
|       | Ministre de l'Économie, des Finances et de l'Appui à l'investissement                                                         |  | Ali Kooli             | Indépendant  |
|       | Ministre du Commerce et du Développement des exportations Ministre de l'Industrie, de l'Énergie et des Mines (intérim)        |  | Mohamed Bousaïd       | Indépendant  |
|       | Ministre du Transport et de la Logistique                                                                                     |  | Moez Chakchouk        | Indépendant  |
|       | Ministre du Tourisme Ministre des Affaires culturelles (intérim)                                                              |  | Habib Ammar           | Indépendant  |
|       | Ministre des Affaires sociales Ministre de la Santé (intérim)                                                                 |  | Mohamed Trabelsi      | Indépendant  |
|       | Ministre de l'Éducation |  | Fethi Sellaouti       | Indépendant  |
|       | Ministre de l'Enseignement supérieur et de la Recherche scientifique                                                          |  | Olfa Benouda          | Indépendante |
|       | Ministre des Technologies de la communication Ministre de l'Agriculture, des Ressources hydrauliques et de la Pêche (intérim) |  | Mohamed Fadhel Kraiem | Indépendant  |
|       | Ministre de la Femme, de la Famille et des Seniors                                                                            |  | Imen Houimel          | Indépendante |
|       | Ministre des Affaires religieuses Ministre des Domaines de l'État et des Affaires foncières (intérim)                         |  | Ahmed Adhoum          | Indépendant  |
|       | Ministre de l'Équipement, de l'Habitat et de l'Infrastructure Ministre de l'Environnement et des Affaires locales (intérim)   |  | Kamel Doukh           | Indépendant  |

### Ministres auprès d'un ministre
| Image | Fonctions                                                                                              | Ministre de rattachement |  | Nom               | Parti        |
| ----- | --- | ------------------------ |  | ----------------- | ------------ |
|       | Ministre chargé de la Relation avec l'Assemblée des représentants du peuple                            | Chef du gouvernement     |  | Ali Hafsi Jeddi   | Indépendant  |
|       | Ministre chargée de la Fonction publique Ministre de la Justice (intérim) Porte-parole du gouvernement | Chef du gouvernement     |  | Hasna Ben Slimane | Indépendante |

### Secrétaires d'État
| Image | Fonctions                                                                                           | Ministre de rattachement                                                        |  | Nom               | Parti        |
| ----- | --------------------------------------------------------------------------------------------------- | ------------------------------------------------------------------------------- |  | ----------------- | ------------ |
|       | Secrétaire d'État                                                                                   | Ministre des Affaires étrangères, de la Migration et des Tunisiens à l'étranger |  | Mohamed Ali Nafti | Indépendant  |
|       | Secrétaire d'État Ministre de la Jeunesse, des Sports et de l'Intégration professionnelle (intérim) | Ministre de la Jeunesse, des Sports et de l'Intégration professionnelle         |  | Sihem Ayadi       | Indépendante |

## Féminisation du gouvernement
Le gouvernement compte huit femmes sur 28 membres : Akissa Bahri, ministre de l'Agriculture, des Ressources hydrauliques et de la Pêche, Salwa Sghayer, ministre de l'Industrie, de l'Énergie et des Mines, Olfa Benouda, ministre de l'Enseignement supérieur et de la Recherche scientifique, Leïla Jaffel, ministre des Domaines de l'État et des Affaires foncières, Imen Houimel, ministre de la Femme, de la Famille et des Seniors, Thouraya Jeribi Khémiri, ministre auprès du chef du gouvernement chargée de la Relation avec les instances constitutionnelles et la Société civile, Hasna Ben Slimane, ministre auprès du chef du gouvernement chargée de la Fonction publique, et Sihem Ayadi, secrétaire d'État auprès du ministre de la Jeunesse, des Sports et de l'Intégration professionnelle.

## Autres mouvements
Le chef du gouvernement Hichem Mechichi décide de mettre fin aux fonctions d'un certain nombre de ses ministres aux dates suivantes :
- Le 5 octobre 2020, Walid Zidi (ministre des Affaires culturelles), Habib Ammar (ministre du Tourisme) assurant l'intérim[6] ;
- Le 20 décembre, Mustapha Aroui (ministre de l'Environnement et des Affaires locales), Kamel Doukh (ministre de l'Équipement, de l'Habitat et de l'Infrastructure) assurant l'intérim[7] ;
- Le 5 janvier 2021, Taoufik Charfeddine (ministre de l'Intérieur), le chef du gouvernement lui-même assurant l'intérim[8].
- Le 25 janvier, le chef du gouvernement met officiellement fin aux fonctions de Thouraya Jeribi Khémiri (ministre auprès du chef du gouvernement chargée de la Relation avec les instances constitutionnelles et la Société civile)[9] et de Khalil Chtourou (secrétaire d'État auprès du ministre de l'Économie, des Finances et de l'Appui à l'investissement chargé des Finances publiques et de la Fiscalité)[10].
- Le 15 février, après le refus du président Saïed d'assermenter les ministres désignés le 16 janvier et ayant obtenu la confiance le 26 du même mois, le chef du gouvernement Mechichi limoge les ministres sortants concernés par le remaniement et les remplace par des intérimaires[11].
- Le 8 mars, Hasna Ben Slimane (ministre auprès du chef du gouvernement chargé de la Fonction publique et ministre de la Justice par intérim) est nommée porte-parole du gouvernement[12].
- Le 20 juillet, Faouzi Mehdi (ministre de la Santé) est à son tour démis de ses fonctions, Mohamed Trabelsi (ministre des Affaires sociales) assurant l'intérim[13].

## Dissolution
Le 25 juillet, le président Saïed, invoquant l'article 80 de la Constitution, limoge le gouvernement Mechichi avec effet immédiat.
Dans la nuit du 23 au 24 août, la présidence annonce la prolongation sine die de la suspension du Parlement. Le 22 septembre, Saïed confirme par décret le prolongement des décisions ainsi que la dissolution de l'Instance provisoire chargée du contrôle de la constitutionnalité des projets de loi, et décide de suspendre les salaires et les bénéfices accordés au président de l'Assemblée des représentants du peuple et ses membres, et s'octroie le droit de gouverner par décret, récupérant de facto le pouvoir législatif,. Sa décision est critiquée par la plupart des partis, dont le Courant démocrate et Ennahdha, mais il conserve le soutien du Mouvement du peuple. Le 26 septembre, 2 000 personnes, majoritairement des partisans d'Ennahdha et de la Coalition de la dignité, manifestent contre ses décisions,.
Le 29 septembre, le président charge Najla Bouden de former un nouveau gouvernement. Elle devient de ce fait pionnière dans le pays ainsi que dans le monde arabe.